# رومان غيروس
رومان غيروس (بالروسية: Роман Владимирович Герус)‏ (14 سبتمبر 1980 بتيخورتسك في روسيا - ) هو لاعب كرة قدم روسي في مركز حراسة المرمى. لعب مع أمكار بيرم ولوخ إينيرجيا فلاديفوستوك ونادي أستانا ونادي روستوف ودينامو بريانسك وFC Chernomorets Novorossiysk ‏ وFC Aroma Gulkevichi ‏.

## وصلات خارجية
- رومان غيروس على موقع قاعدة بيانات كرة القدم.إي يو (الإنجليزية)
- رومان غيروس على موقع Soccerway.com (الإنجليزية)
- رومان غيروس على موقع عالم كرة القدم.نت (الإنجليزية)